# Scottish National Antarctic Expedition

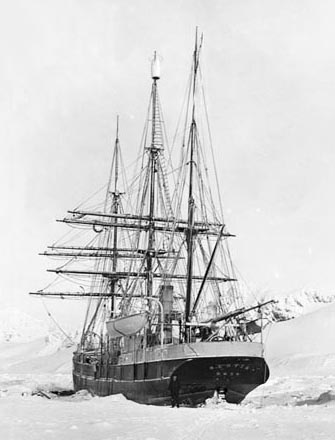
SNAE:s expeditionsskepp Scotia i isen vid Laurie Island i Sydorkneyöarna, 1903–04.

Scottish National Antarctic Expedition (SNAE) (svenska: Skotska nationella Antarktisexpeditionen), 1902–1904, var en organisation ledd av William Speirs Bruce, en naturvetare och före detta medicinstuderande vid University of Edinburgh. Även om den hamnade i skuggan av den samtida mer kända Discovery-expeditionen, ledd av Robert Falcon Scott, så utforskade SNAE en mängd områden och genomförde en rad vetenskapliga studier. Bland annat inrättade de den första bemannade väderstationen i Antarktis och upptäckte en ny landmassa öster om Weddellhavet. Tillsammans med material från Kerrs tidigare resor utgjorde expeditionens stora insamling av biologiska- och geologiska specimen grunden för inrättandet av Scottish Oceanographic Laboratory 1906.
Bruce hade tillbringat större delen av 1890-talet på expeditioner till Antarktis och Arktis, och var 1899 Storbritanniens mest erfarna polarforskare. I mars samma år ansökte han om att delta i Discovery-expeditionen. Dock avfärdade Royal Geographical Societys president Clements Markham, hans förslag om att med ett andra skepp utöka expeditionen till att även omfatta Wedellhavet och menade att det var ett utslag av "ondsint rivalitet". Detta ledde till att Bruce istället skaffade sig egen finansiering och satsning kom att stödjas och främjas av Royal Scottish Geographical Society.
Expeditionen har beskrivits som "den klart mest kostnadseffektiva och noggrant planerade vetenskapliga expeditionen under Antarktisforskningens heroiska tidsålder." Trots detta fick aldrig Bruce något formellt erkännande från den brittiska regeringen och expeditionens medlemmar nekades den prestigefyllda polarmedaljen trots kraftfulla påtryckningar. Efter SNAE ledde Bruce inga fler Antarktisexpeditioner, även om han gjorde regelbundna arktiska resor. Hans upptäckarfokuserade forskning blev omodern, och hans prestationer, i motsats till de populära äventyrarna Scott, Shackleton och Amundsen, glömdes snart bort av allmänheten. Som SNAE:s verkliga minnesmärke får man idag räkna Orcadas-stationen som grundades 1903 på Laurie Island i Sydorkneyöarna vilken varit i kontinuerlig drift sedan dess.

## Expeditionens bakgrund

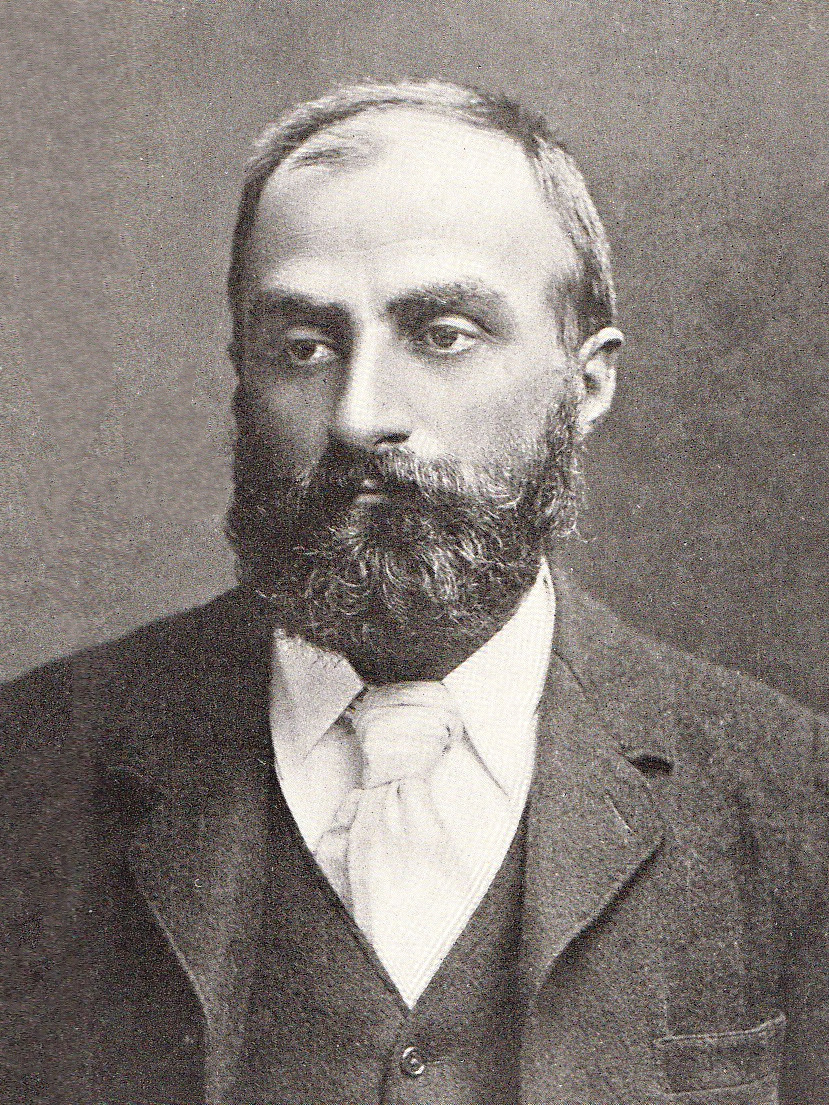
William S. Bruce, SNAE:s expeditionsledare.

Under sin studietid hade Bruce tagit sommarkurser i naturvetenskap och oceanografi för lärare som Patrick Geddes och John Arthur Thomson. Han arbetade också som volontär för oceanografen Dr John Murray, och hjälpte bland annat till att klassificera prover som samlats in under Challenger-expeditionen. År 1892 hoppade Bruce av sina läkarstudier och gav sig ut på en resa till Antarktis på valfångaren Balaena, som ingick i Dundee Whaling-expeditionen 1892-1993. Efter återkomster därifrån började han organisera en egen expedition till Sydgeorgien och hävdade att "den smak jag har fått har gjort mig omättlig", men han misslyckades med att få finansiering. Därefter arbetade han vid en väderstation på toppen av Ben Nevis, innan han som forskarassistent anslöt sig till Jackson-Harmsworths arktiska expedition till Franz Josefs Land. Mellan 1897 och 1899 gjorde han ytterligare arktiska resor till Spetsbergen och till Novaja Zemlja, först genom en privat resa organiserad av Major Andrew Coats, senare som forskare på det arktiska forskningsfartyget Princess Alice. Fartyget ägdes av Prince Albert av Monaco, en berömd oceanograf som blev vän och anhängare till Bruce.
Efter sin återkomst från Arktis 1899 skickade Bruce ett långt brev till Royal Geographical Society i London (RGS) och ansökte om vetenskaplig tjänst på den stora Antarktisexpeditionen, som senare fick namnet Discovery-expeditionen, vilken RGS höll på att organisera. Hans erfarenheter gjorde det "osannolikt att det fanns någon annan person på de brittiska öarna vid den tiden som var bättre kvalificerad". Bruces brev som beskrev alla hans kvalifikationer bekräftades men besvarades inte ordentligt förrän mer än ett år senare. Vid den tiden hade Bruces idéer utvecklats från att ursprungligen ha inneburit en assistenttjänst bland den vetenskapliga personalen. Nu föreslog han istället att expeditionenett borde ha ett andra skepp, finansierat av enbart skotska finansiärer, vilket skulle studera Weddellhavet medan huvudfartyget skulle vara baserat i Rosshavet. Detta förslag kritiserades av RGS:s president Sir Clements Markham som "ondsint rivalitet" och, efter viss hetsig korrespondens, beslutade Bruce att fortsätta på egen hand. På detta sätt föddes idén om en självständig skotsk nationell Antarktis expedition. Bruce stöddes av den rika familjen Coats, som var beredda att ge sitt fullständiga ekonomiskt stöd till en skotsk expedition under hans ledning. En direkt konsekvens blev dock en varaktig fiendskap mellan Bruce och Markham.

## Förberedelser

### Scotia
Under hösten 1901 köpte Bruce den norska valfångaren Hekla. Under följande månader byggdes skeppet om till ett arktiskt forskningsfartyg, med två laboratorier, ett mörkrum och med omfattande specialutrustning. Två stora roterande cylindrar, som vardera var försedda med 11.000 meter kabel, monterade på däcken för att möjliggöra djuphavstrålning efter marina prov. Annan utrustning installerades för att loda, för insamling av havsvatten och havsbottenprover, och för meteorologiska och magnetiska observationer. Skrovet förstärktes kraftfullt för att motstå trycket från isen och fartyget riggades som till en motorseglande bark. Fartyget döptes om till Scotia, och sjösattes igen i augusti 1902.

### Personal
Expeditionens forskarstab bestod av sex personer, inklusive Bruce. Zoologen David Wilton hade, precis som Bruce, varit medlem i Jackson-Harmsworth Expeditionen. Han hade stor erfarenhet av skidåkning och slädåkning med draghundar efter att ha levt i norra Ryssland under många år. Robert Rudmose-Brown, från University of Dundee, och tidigare assistent vid botanikavdelningen på British Museum, var gruppens botanist. Dr James Harvie Pirie, som hade arbetat för Challenger-kontoret under John Murray, var geolog, bakteriolog och expeditionens läkare. Robert Mossman utförde meteorologiska och magnetiska studier, och Alastair Ross, en medicinstudent, var taxidermist.
Bruce utsåg Thomas Robertson till Scotias kapten. Robertson var en erfaren seglare i antarktiska och arktiska vatten och hade varit kapten för valfångaren Active på Dundee Whaling-expeditionen. Resten av de 25 officerarna och besättningsmännen, som alla kontrakterades för tre år, var skottar, och många av dem hade erfarenheter av att segla i isiga vatten på valfångstresor.

### Syftet
Syftet för expeditionen publicerades i oktober 1902 i Scottish Geographical Magazine och i RGS:s Geographical Journal. 
De omfattade inrättandet av en vinterstation "så nära Sydpolen som möjligt", djuphavs- och andra studier av Antarktiska oceanen och systematiska observationer och studier av meteorologi, geologi, biologi, topografi och jordens fysik. Det i högsta grad skotska draget över expeditionen beskrevs i tidskriften The Scotsman kort före avseglingen: "Ledaren, alla vetenskapsmän och hela besättningen av expeditionen är skottar; medlen har till största del samlats på denna sida av gränsen; det är resultatet av frivilliga ansträngningar, och till skillnad från expeditionen som samtidigt kommer att användas vid utforskningen av Antarktis, så är den inte skyldig regeringen någonting".
Eftersom expeditionens huvudsakliga arbete skulle ske till sjöss eller inomhus på vinterstationen, togs endast ett fåtal hundar med för att underlätta enstaka slädturer. Rudmose Brown noterade att av de ursprungliga åtta hundarna, överlevde fyra expeditionen.

## Expeditionen

### Första resan 1902–1903
Scotia lämnade Troon i Skottland den 2 november 1902. På sin tur söderut anlöpte hon den irländska hamnen Kingstown (idag Dún Laoghaire), hamnen Funchal på Madeira och sista Kap Verde innan hon misslyckades med att nå den lilla, isolerade ögruppen  São Pedro e São Paulo vid ekvatorn. Försöket kostade nästan livet av expeditionens geolog och läkare, James Harvie Pirie, som precis lyckades undkomma de hajrika vattnen efter att ha missbedömt språnget han skulle ta för att komma i land. Scotia nådde hamnstaden Stanley på Falklandsöarna den 6 januari 1903, där de provianterade för den antarktiska färden som låg framför dem.

Sydorkneyöarna

Den 26 januari lämnade Scotia hamn för att segla mot antarktiska vatten. Hon mötte tät packis den 3 februari, 40 km norr om Sydorkneyöarna, vilket tvingade hennes att ändra kurs. Nästa dag kunde Scotia fortsätta söderut och landsatte en liten grupp på ön Montura, där en stor mängd botaniska och geologiska specimen insamlades. Isläget förhindrade fortsatt färd fram till den 10 februari, då Scotia fortsatte söderut. Den 17 februari var positionen 64°18′S, och fem dagar senare passerade de 70°S, nu långt inne i Weddellhavet. Kort efter detta tvingade isläget dem att vända om efter att ha nått 70°25′S.
Efter att ha misslyckats med att hitta land, var expeditionen tvungen att bestämma sig för var man skulle övervintra. Frågan var brådskande, eftersom havet snart skulle frysa igen, med risk för att fartyget skulle fastna i isen. Bruce bestämde sig för att segla tillbaka till Sydorkneyöarna och hitta ankarplats där. I motsats till det angivna syfte att övervintra så långt söderut som möjligt, låg Sydorkneyöarna 3200 km från Sydpolen, men den nordliga platsen hade fördelar. Den relativt korta perioden då fartyget skulle vara fryst gav mer tid för att tråla och ta bottenprover i början av våren. Utöver detta låg öarna väl till för att husera en väderstation. Dess relativa närhet till Sydamerikanska fastlandet möjliggjorde en permanent station.

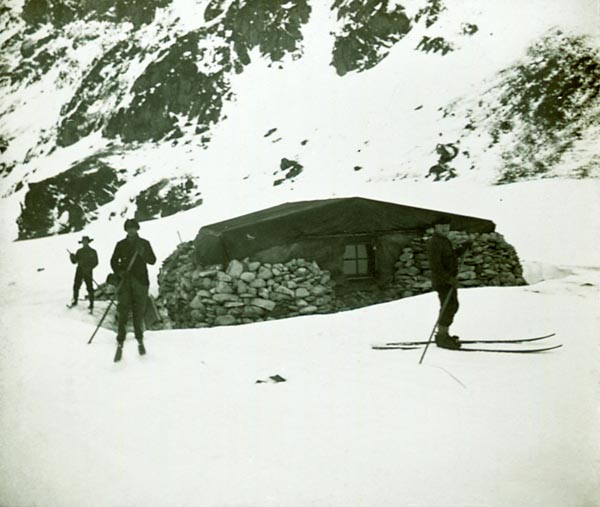
"Omond House"

Det tog en månad av svår segling innan Scotia nådde öarna. Efter flera försök att hitta en lämplig ankringsplats och med rodret allvarligt skadat av is, hittade de till slut en skyddad vik på södra stranden av Laurie Island, den östligaste ön i arkipelagen Sydorkneyöarna. Den 25 mars ankrade skeppet i isen 400 meter från land. Hon gjordes snabbt om till vinterkvarter. Motorerna demonterades, pannorna tömdes och man spände över ett segeldukstak över däcket. Bruce upprättade ett omfattande program med meteorologiska avläsningar, marina prov, botaniska exkursioner och insamling av biologiska och geologiska specimen. Huvuduppgiften under denna period var att bygga ett stenhus vilket döptes till "Omond House", efter Robert Omond, chef för Edinburghs observatorium och som stödde expeditionen. Denna byggnad gav skydd åt de som skulle stanna kvar på Laurie Island för att driva den föreslagna väderstationen. Huset byggdes kallmursteknik av material som fanns på platsen med ett tak byggt av trä och segelduk. Det färdiga huset hade en bottenplatta på 6X6 meter, två fönster och byggt så att sex personer kunde kvarteras. Rudmose Brown skrev: "Med tanke på att vi inte hade murbruk och inga stenhuggarverktyg är det ett underbart fint hus och mycket bestående. Därför tror jag att det kommer att stå i ett århundrade... "
Generellt klarade sig gruppen bra över vintern, utöver maskinisten Allan Ramsay, som hade drabbats av hjärtproblem redan på seglatsen söderut. Han valde att stanna kvar men blev allt svagare under vintern. Han dog den 6 augusti och begravdes på ön.
När våren kom ökade aktiviteten och flera slädturen genomfördes, inklusive ett antal till de närliggande öarna. I närheten av Omond House byggdes en trähydda för magnetiska observationer och även ett 2,7 meter högt stenröse vars topp kröntes med Storbritanniens unionsflagga och Skottlands flagga. Scotia fortsatte att vara fast i isen fram till oktober och det var inte förrän den 23 november som starka vindar bröt upp buktens is. Fyra dagar senare seglade hon mot Port Stanley, och lämnade efter sig sex medlemmar under ledning av Robert Mossman i Omond House.

### Buenos Aires, 1903–1904

Karta över Laurie Island, som visar positionen för Orcadas Base, tidigare känd som Omond House.

Den 2 december 1903 nådde expeditionen Port Stanley, där de fick sina först nyheter från andra delar av världen sedan de lämnade Kap Verde. Efter en veckas ledighet lämnade Scotia för att segla vidare till Buenos Aires, där hon skulle repareras och fyllas med ny proviant för en andra säsong. Men Bruce hade även andra planer när han var i staden. Han hade för avsikt att övertyga Argentinas regering om att ta ansvar för väderstationen på Laurie efter att expeditionen lämnat ön. Under resan till Buenos Aires gick Scotia på grund i Río de la Platas floddelta och satt fast i flera dagar innan den drogs flott den 24 december och hjälptes i hamn av en bogserbåt.
Under de följande fyra veckorna, medan skeppet låg i torrdocka, förhandlade Bruce med den argentinska regeringen om väderstationen. Han biträddes av den brittiska bosatta ministern, den brittiska konsuln och Dr W. G. Davis som var chef för det argentinska meteorologiska institutet. Via telegrafi förklarade brittiska utrikesministeriet.att de inte hade några invändningar mot detta upplägg. Den 20 januari 1904 bekräftade Bruce ett avtal där tre forskarassistenter från den argentinska regeringen skulle resa med till Laurie Island för att, under Robert Mossman, arbeta i ett år, som ett första steg i ett årligt återkommande arrangemang. Han överlämnade sedan formellt byggnaderna, dess inredning och provision samt alla magnetiska och meteorologiska instrument till den argentinska regeringen. Stationen döptes om till Orcadas Base, har byggts upp och byggts ut flera gånger och är fortfarande i bruk.
Flera av besättningsmännen lämnade expeditionen under vistelsen i Buenos Aires, vissa på grund av sjukdom och en på grund av tjänstefel, och dessa ersattes med folk från staden. Scotia seglade mot Laurie Island den 21 januari och anlände den 14 februari. En vecka senare, när de lämnat av de argentinska forskarassistenterna som avlöstes ett år senare, seglade Scotia mot söder för hennes andra resa till Weddellhavet.

### Andra resan, 1904

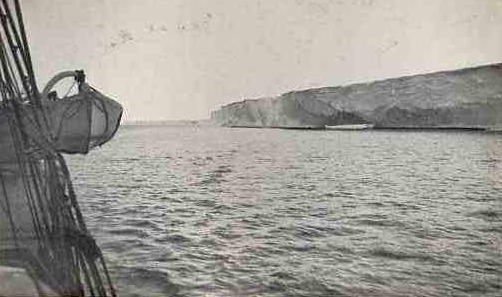
Kusten av Coats Land, upptäckt i mars 1904 av SNAE och fotograferad 1915 under Shackletons expedition.

Scotia seglade sydost mot de östra vattnen av Weddellhavet. De mötte inte packisen förrän de var söder om den antarktiska cirkeln, och de kunde t asig fram utan större problem tills den 3 mars då packisen stoppade dem vid 72°18'S, 17°59'W. De lodade och uppmätte ett djup på 2068 meter, i jämförelse med de tidigare 4600 meter vilket indikerade att de närmade sig land. Några timmar senare nådde de en shelfis som hindrade ytterligare seglats mot sydost. Under de kommande dagarna följde de iskanten söderut i 240 km. Ett lod som uppmättes 4 km från iskanten visade på ett havsdjup av bara 291 meter vilket indikerade att det fanns land bakom shelfisen. Konturen av detta land uppenbarade sig snart och Bruce döpte det till Coats Land efter hans huvudfinansiärer. Detta var den första positiva tecknet på att Weddelhavet hade en ostlig gräns och indikerade att havet kunde vara mycket mindre än vad som tidigare förutspåtts. En tänkt exkursion med hundsläde övergavs på grund av isläget.

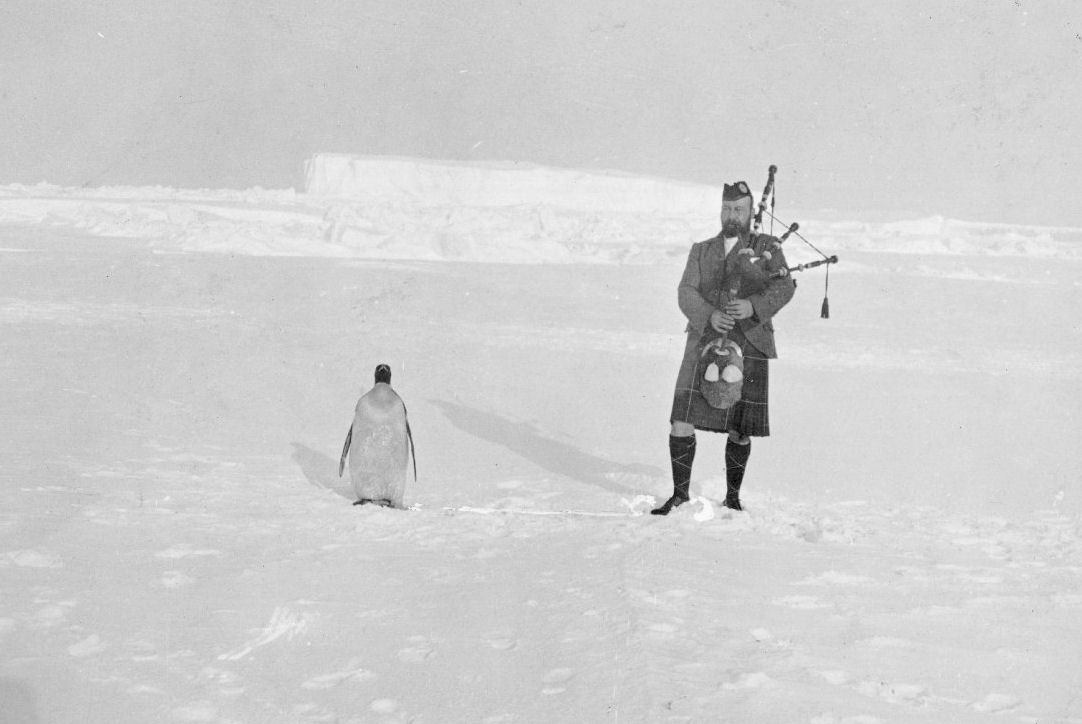
Expeditionsmedlemmen Gilbert Kerr spelar säckpipa bredvid en kungspingvin, i mars 1904.

Den 9 mars 1904 nådde Scotia sitt sydligaste utpost på 74°01'S. Vid denna tidpunkt satt fartyget fast i packisen och man var rädd  att bli kvar där över vintern. Det var under denna period som säckpipeblåsaren Gilbert Kerr fotograferades när han spelade för en kungspingvin. Den 13 mars bröt sig skeppet lös från isen och de började långsamt röra sig mot åt nordost med ångkraft. Under hela denna del av färden lodades djupet och det togs regelbundna prover av vatten och havsbotten vilket gav omfattande information om Weddellhavets oceanografi och marina liv.
Scotia tog kurs mot Kapstaden, via Gough Island, en isolerad mittatlantisk vulkanö som aldrig tidigare besökts av forskare. Den 21 april gick Bruce och fem andra iland för att samla specimen. Därefter fortsatte resan mot Kapstaden som de nådde den 6 maj. Efter att ha genomfört ytterligare studier i området kring Saldanhabukten i Västra Kapprovinsen, påbörjade  Scotia sin hemresa den 21 maj.
På hemresan besökte de Sankta Helena och besökte Napoleons exilbostad som var försummat och förfallet. Den 7 juni nådde de ön Ascension där de fascinerades av de stora havssköldpaddorna. Deras sista stopp var i Horta på ön Faial i Azorerna där de uppehöll sig mycket kort den 5 juli innan de begav sig hem.

## Hemkomst och efterspel
Expeditionen fick ett varmt mottagande vid sin återkomst till floden Clyde den 21 juli 1904. En formell mottagning för 400 personer hölls på den marinbiologiska stationen i Millport, där John Murray läste ett gratulationstelegram från kung Edward VII. Bruce erhöll Royal Scottish Geographical Societys guldmedalj och kapten Robertson fick silvermedaljen.
Mer än 1100 djurarter, varav 212 tidigare okända för vetenskapen, katalogiserades utifrån expeditionens insamlade material. Dock kom det inte något officiellt erkännande från London. Under påverkan av Markham tenderade istället SNAE:s arbete att ignoreras och förminskas. och expeditionens medlemmar erhöll inte den prestigefulla polarmedaljen, vilken istället delades ut av RGS till medlemmarna i Discovery-expeditionen när de återkom två månader efter Scotia. Polarmedaljen skulle sedermera delas ut till alla Sir Ernest Shackletons kommande expeditioner och även till Douglas Mawsons australasiatiska antarktiska expedition. Bruce stred utan framgång i åratal för att rätta till vad han ansåg var en grov orättvisa, både mot expeditionen och mot Skottland. En del av motviljan inom Londons geografiska etablissemang kan ha bottnat i Bruces öppna skotska nationalism, vilken bland annat återspeglades i hans utsaga i Rudmose Browns expeditionshistoria, där han säger: "Medan vetenskapen var expeditionen talismanen, så var Skottland blasonerad på dess flagga och det kan också vara, att i vår strävan att tjäna mänskligheten genom att lägga till en ny länk till vetenskapens gyllene kedja, så har vi visat att nationen Skottland är en kraft som man måste räkna med".

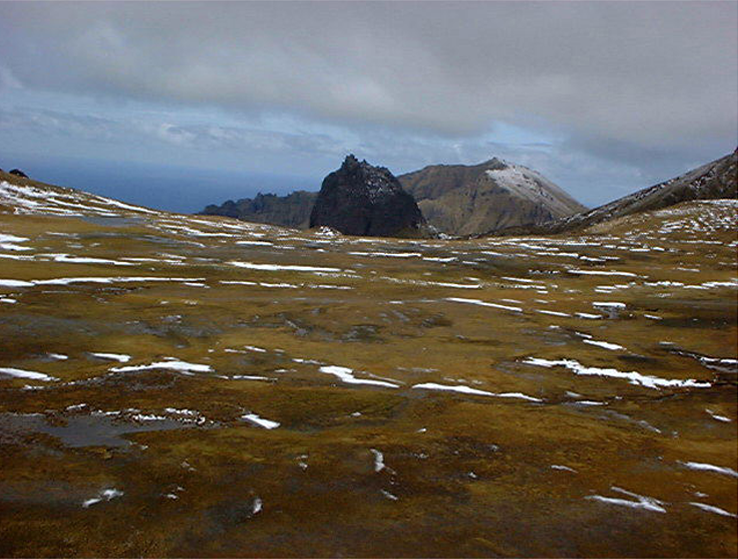
Gough Island, som besöktes av SNAE på hemresan från Weddellhavet 1904. (Fotograferad 2005.)

En betydelsefull effekt av expeditionen var att Bruce etablerade det skotska oceanografiska laboratoriet i Edinburgh, som formellt öppnades av prins Albert av Monaco 1906. Laboratoriet fungerade som förvaringsplats för den stora samlingen av biologiska, zoologiska och geologiska prover som samlats in under Scotias resor, och även från Bruces tidigare arktiska och antarktiska resor. Det fungerade också som platsen där SNAE:s vetenskapliga rapporter sammanställdes och fungerade som huvudkontor där polarforskare kunde träffas - Nansen, Amundsen och Shackleton var alla besökare - och platsen där andra skotska polärexpeditioner kunde planeras och organiseras.Mall:Bruce Bruce fortsatte att besöka Arktis för vetenskapliga och kommersiella ändamål, men han ledde aldrig någon annan Antarktis-expedition. Hans planer på att korsa kontinenten uteblev på grund av bristande finansiering. SNAE:s vetenskapliga rapporter tog många år att slutföra. De flesta publicerades mellan 1907 och 1920, men en volym kom inte ut förrän 1992. Ett förslag att omvandla laboratoriet till ett permanent skotskt nationellt oceanografiskt institut misslyckades på grund av svårigheter med finansiering, och Bruce var tvungen att stänga laboratoriet 1919. Han dog två år senare vid en ålder av 54 år.
Vid tiden för hans död var Scotia-expedition nästan bortglömd, till och med i Skottland. Inom polarhistorien omnämns den ofta mycket kort, utan att fokusera på insatserna och än i dag hamnar den ofta i skuggan av Scott och Shackletons mer omtalade expeditioner. Bruce saknade karisma, hade ingen känsla för pr och skaffade sig ofta mäktiga fiender. Dock menar oceanografen Professor Tony Rice, att hans expedition genomförde "mer omfattande studier än någon tidigare eller samtida antarktisk expedition".
Expeditionsfartyget Scotia rekvirerades under andra världskriget och tjänstgjorde som fraktfartyg. Den 18 januari 1916 fattade hon eld och brann upp på en sandbank i Bristol Channel. 2003 genomfördes en expedition, hundra år efter Bruce, i Scotias spår som använde sig av information som samlats in av SNAE som underlag för att undersöka klimatförändringen i Sydgeorgien under det senaste århundradet. Expeditionen menade att deras bidrag till forskningen kring den globala uppvärmningen skulle vara en passande hyllning av SNAE:s banbrytande forskningsinsamling.